# Валдайское сельское поселение (Карелия)
Валда́йское сельское поселение — муниципальное образование в составе Сегежского района Республики Карелия Российской Федерации.. Административный центр — посёлок Валдай.

## Население
| 2009 | 2010  | 2012  | 2013  | 2014  | 2015  | 2016  |
| ---- | ----- | ----- | ----- | ----- | ----- | ----- |
| 1634 | ↘1266 | ↘1199 | ↘1141 | ↘1108 | ↘1081 | ↘1024 |
| 2017 | 2018  | 2019  | 2020  | 2021  | 2023  |       |
| ↘986 | ↘936  | ↘890  | ↘845  | ↘802  | ↘758  |       |

## Населённые пункты
В состав сельского поселения входит 4 населённых пункта:
| № | Населённый пункт | Тип населённого пункта | Население |
| - | ---------------- | ---------------------- | --------- |
| 1 | Валдай           | посёлок                | ↘907      |
| 2 | Вожмогора        | деревня                | ↘86       |
| 3 | Вожмозеро        | деревня                | ↘24       |
| 4 | Полга            | деревня                | ↘124      |